# Teodor Swetosław
Teodor Swetosław (bułg.: Тодор Светослав, Todor Swetosław) – car bułgarski w latach 1300 – 1321. Syn cara Jerzego I Tertera.

## Życie

### Wczesne lata
Teodor Swetosław był synem bojara bułgarskiego Jerzego Tertera i jego żony Marii. W 1279 roku, w toku walk o władzę w państwie, jego ojciec znalazł się – dzięki poparciu jakie miał w wojsku – na czele opozycji bojarskiej. Car Iwan Asen III wydał wówczas za Jerzego Tertera swą siostrę Kermarię. Maria wraz z synem Teodorem Swetosławem znalazła się wówczas w Bizancjum, jako zakładniczka lojalności potężnego bojara. W 1280 roku Jerzy Terter zasiadł na tronie carskim i podjął zabiegi o odzyskanie żony i syna. Na mocy układów podpisanych w 1284 roku odesłał do Konstantynopola Kermarię, a odzyskał Marię i syna Teodora. W rok później Jerzy I Terter uległ najazdowi tatarskiemu, musiał uznać zwierzchnictwo chana i odesłać do Ordy swą córkę, która została żoną Czaki – syna Nogaja, oraz Teodora Swetosława w charakterze zakładnika. W 1292 roku Jerzy I Terter zbiegł do Bizancjum przed kolejnym najazdem tatarskim. Odmianę jeńcowi tatarskiemu przyniosły walki w Ordzie do jakich doszło 7 lat później. W 1299 Nogaj zginął z ręki chana Tokty. Teodor Swetosław zbiegł wówczas do Bułgarii ze swym szwagrem Czaką, który prowadził wierne mu wojska tatarskie. W Tyrnowie Teodor Swetosław nakłonił bojarów bułgarskich do obrania Czaki carem. Rok później, obawiając się najazdu Tatarów chana Tokty, Teodor Swetosław i bojarzy zawiązali spisek i zamordowali Czakę, a jego głowę odesłali na dwór chana. Carem został obrany Teodor Swetosław.

### Walki z Bizancjum
Teodor Swetosław objął tron jako sojusznik chana Złotej Ordy Tokty, dzięki czemu Bułgaria została uwolniona od najazdów tatarskich, a car otrzymał w lenno od Tatarów południową Besarabię wraz z twierdzą Monokastro (późn. Akerman). Położenie młodego cara było bardzo trudne: jego władzy nie uznawali Szyszman w Widyniu, władca Dobrudży, wygnani ze Średniogórza bracia Smilca Wojsił i Radosław. Dodatkowo w okolicach Tyrnowa pojawił się jeszcze carewicz Michał, syn cara Konstantyna Asena Ticha i Marii Paleologiny, wspierany przez cesarza bizantyńskiego Andronika II Paleologa. Gdy próba osadzenia go na tronie zawiodła, Andronik II sprzymierzył się z wygnanymi braćmi cara Smilca. Nadał Radosławowi tytuł sewastokratora i wyprawił go z armią do Bułgarii. Car Teodor Swetosław przy pomocy swego stryja Eltimira, władcy ziemi kryńskiej, rozbił armię najeźdźczą, a Radosława schwytał i oślepił. Za zwrot jeńców bizantyńskich uzyskał uwolnienie z więzienia swego ojca Jerzego I Tertera. W 1303 roku wojska bułgarskie wkroczyły do Tracji, zdobyły Mesembrię, Sozopol, Agatopol i Rosokastro. Armia bizantyńska pod wodzą Wojsiła została rozbita nad rzeką Skafida (obec. Fakijska Rzeka).
W 1304 roku przeciwko Bułgarii wyprawił się syn Andronika II, współcesarz Michał IX. Grecy odebrali Bułgarii ziemie od Sliwenu aż do Kopsis (w pobliżu obecnej wsi Tekija, na zachodnim skraju doliny rzeki Striemy). Bizantyńczykom udało się też skłócić cara z jego stryjem Eltimirem. Jednak w 1305 roku Cesarstwo musiało przeciwstawić się pustoszącemu jego europejskie posiadłości najazdowi Kompanii Katalońskiej. W tym czasie Teodorowi udało się usunąć Eltimira z Krynu i oddać ziemię kryńską wiernemu sobie bojarowi Stracimirowu. Podjął on również działania wojenne w Tracji. Ostatecznie w 1307 roku, Bizancjum uwikłane w walki z Katalończykami w Tracji i Turkami w Azji Mniejszej, zawarło z carem bułgarskim układ pokojowy zwracając mu Trację nadmorską z Mesembrią, Anchialo, Sozopolem i Agatopolem.

### Lata pokoju
Kolejne lata panowania Teodora Swetosława minęły pokojowo. W późniejszym okresie swych rządów car zwalczał w swym państwie stronników tatarskich. Patriarcha Joachim II, oskarżony o sprzyjanie Tatarom, został skazany na egzekucję przez strącenie z urwistej Skały Straceń na Carewcu w Tyrnowie. Car wspierał rozwój handlu opanowanego przez Wenecjan i Genueńczyków. Kupcy włoscy wywozili zboże, wino, wosk i drewno, a przywozili broń i towary luksusowe. W 1313 roku wybuchł konflikt między Bułgarią a kupcami genueńskimi. Po kilku latach handel bułgarsko-genueński został wznowiony. Rozwój handlu wpłynął na dalsze umocnienie się majątków bojarów trudniących się handlem oraz rozkwit miast. Car zmarł w 1321 roku.

## Rodzina
Teodor Swetosław był dwukrotnie żonaty:
- po raz pierwszy z Eufrozyną, córką i dziedziczką kupca bizantyńskiego Mankusa mieszkającego na Krymie, jeszcze w czasie swego pobytu w niewoli tatarskiej. Miał z nią syna Jerzego.
- z Teodorą Paleologiną, córką cesarza Michała IX Paleologa[1].

|                         |                                      |                                      |                       |                                   |                                   |                  |   |         |         |  |  |  |  |  |  |
| nieznany bojar kumański |                                      |                                      |                       |                                   |                                   |                  |   |         |         |  |  |  |  |  |  |
|                         |                                      |                                      |                       |                                   |                                   |                  |   |         |         |  |  |  |  |  |  |
|                         |                                      |                                      |                       |                                   |                                   |                  |   |         |         |  |  |  |  |  |  |
|                         |                                      |                                      |                       |                                   |                                   |                  |   |         |         |  |  |  |  |  |  |
|                         |                                      | 1 Maria                              | 1 Maria               | Jerzy I Terter (panował 1280–1292 | Jerzy I Terter (panował 1280–1292 |                  |   | Eltimir | Eltimir |  |  |  |  |  |  |
|                         |                                      |                                      |                       |                                   |                                   |                  |   |         |         |  |  |  |  |  |  |
|                         |                                      |                                      |                       |                                   |                                   |                  |   |         |         |  |  |  |  |  |  |
|                         |                                      | 1                                    | 1                     | 1                                 | 1                                 | 1                | 1 |         |         |  |  |  |  |  |  |
|                         | Teodor Swetosław (panował 1300–1321) | Teodor Swetosław (panował 1300–1321) | Anna ∞ Stefan Milutin | Anna ∞ Stefan Milutin             | NN córka ∞ Czaka                  | NN córka ∞ Czaka |   |         |         |  |  |  |  |  |  |
|                         |                                      |                                      |                       |                                   |                                   |                  |   |         |         |  |  |  |  |  |  |
|                         | Jerzy II Terter (panował 1321–1323)  |                                      |                       |                                   |                                   |                  |   |         |         |  |  |  |  |  |  |